# Dendronephthya pulchella
Dendronephthya pulchella är en korallart som beskrevs av Huzio Utinomi 1952. Dendronephthya pulchella ingår i släktet Dendronephthya och familjen Nephtheidae. Inga underarter finns listade i Catalogue of Life.